# Josh Edwards
Joshua „Josh“ Edwards (* 27. Mai 2000 in Kilmarnock) ist ein schottischer Fußballspieler, der bei Charlton Athletic unter Vertrag steht.

## Karriere
Josh Edwards begann seine Karriere in seiner Geburtsstadt beim FC Kilmarnock. Weitere Stationen in seiner Jugendzeit waren Ayr United und der Crosshouse Boys Club. Später wechselte er in die Jugend des Airdrieonians FC. Bis in den Dezember 2017 spielte Edwards für die U20-Mannschaft der „Diamonds“. Am 2. Dezember 2017 debütierte er in der ersten Mannschaft in der dritten schottischen Liga gegen Forfar Athletic. Bis zum Ende der Saison 2017/18 kam er in elf weiteren Ligaspielen zum Einsatz. In der darauf folgenden Spielzeit 2018/19 war er in 25 Partien im Einsatz.
Im Juli 2019 unterschrieb Edwards einen Zweijahresvertrag beim Zweitligisten Dunfermline Athletic. Einen Tag nach seiner Verpflichtung debütierte Edwards für seinen neuen Verein, als er im Ligapokal gegen die Albion Rovers eingewechselt wurde.